# Брухналь (ґміна)
Ґміна Брухналь — колишня (1934—1939 рр.) сільська ґміна у Яворівському повіті Львівського воєводства Польської республіки (1918—1939) рр.. Центром ґміни було село Брухналь.
1 серпня 1934 року було створено ґміну Брухналь у Яворівському повіті. До неї увійшли сільські громади: Бердихув (Бердихів), Брухналь, Молошковіце (Молошковичі), Мосберґ, Мужиловіце Колонья (Мужиловичі), Мужиловіце Народове (Мужиловичі), Подлуби Велькє (Підлуби), Пшилбіце (Прилбичі), Чолгинє (Чолгині).
У 1934 році територія ґміни становила 89,78 км²<. Населення ґміни станом на 1931 рік становило 8021 особу. Налічувалося 1384 житлові будинки.
Національний склад населення ґміни Брухналь на 1 січня 1939 року:
| село               | населення | українці-греко-католики | українці-латинники | євреї  | німці | поляки | польські колоністи |
| ------------------ | --------- | ----------------------- | ------------------ | ------ | ----- | ------ | ------------------ |
| Бердихів           | 660       | 615                     | 30                 | 5      | 10    |        |                    |
| Брухналь           | 1140      | 590                     | 530                | 10     |       | 10     |                    |
| Молошковичі        | 1330      | 1170                    | 5                  | 5      |       | 5      | 145                |
| Мосберґ            | 240       | 70                      | 90                 | 5      | 65    | 10     |                    |
| Мужиловичі Колонія | 510       | 40                      |                    |        | 360   | 110    |                    |
| Мужиловичі Народні | 1310      | 1080                    | 40                 | 10     | 70    | 10     | 100                |
| Підлуби Великі     | 600       | 575                     | 20                 | 5      |       |        |                    |
| Прилбичі           | 1680      | 1620                    |                    | 20     |       | 40     |                    |
| Чолгині            | 1230      | 1165                    | 60                 | 5      |       |        |                    |
| Загалом            | 8700      | 6925                    | 775                | 65     | 505   | 185    | 245                |
| Відсотки           | 100 %     | 79,6 %                  | 8,91 %             | 0,75 % | 5,8 % | 2,13 % | 2,82 %             |

Відповідно до Пакту Молотова — Ріббентропа 28 вересня територія ґміни була зайнята СРСР. Ґміна ліквідована 17 січня 1940 року у зв'язку з утворенням Яворівського району.